# Michael Piller
Michael Piller (30 de mayo de 1948 – 1 de noviembre de 2005) fue un guionista y productor de televisión estadounidense, más conocido por sus contribuciones a la franquicia de Star Trek .

## Primeros años y carrera
Piller nació en el seno de una familia judía en Port Chester, Nueva York . Con ambos progenitores relacionados con la escritura; Gene Piller, su padre, era guionista de Hollywood y su madre, Ruth Roberts, era compositora. Michael deseaba ser guionista desde pequeño pero un profesor universitario lo desanimó y Piller comenzó su carrera en la televisión trabajando como periodista galardonado con el premio Emmy para CBS News en Nueva York, WBTV en Charlotte, Carolina del Norte y WBBM-TV. en Chicago, Illinois . Sin embargo, luego se mudó a Los Ángeles, California y pasó de la información al entretenimiento televisivo a fines de la década de 1970, trabajando como censor y luego como ejecutivo de programación para CBS . Mientras estaba en la cadena, se convirtió en director de dramas basados en hechos reales y de programación práctica. Comenzó a escribir guiones para televisión y tras de vender un guion para Cagney & Lacey y otro para Simon & Simon, le ofrecieron un puesto de guionista en Simon & Simon, donde permaneció durante tres años, convirtiéndose en productor.
Piller asistió a la Universidad de Carolina del Norte en Chapel Hill, donde fue miembro de la fraternidad Pi Lambda Phi . Se casó con Sandra en 1981; tuvieron tres hijos.
En 1987, junto a Van Gordon Sauter, desarrolló un programa detelerrealidad médico para MGM / UA Television llamado The Doctor's Office . Al año siguiente se asoció nuevamente con Sauter en Hotline, un programa de juegos diseñado para tener elementos interactivos con los espectadores desde sus casas.

## Star Trek
En 1989, una llamada a Maurice Hurley, un amigo que había dirigido al equipo de guionistas de Star Trek: La Nueva Generación durante su segundo año, llevó a Piller a coescribir un episodio con Michael Wagner llamado "Evolución" . Cuando Wagner dejó la dirección del equipo de guionistas en la tercera temporada de la serie, Piller fue invitado a asumir el puesto de showrunner, reportando al productor ejecutivo Rick Berman, a partir del quinto episodio de la tercera temporada, "La unión". Durante los dos primeros años de la serie, la sala de redacción había estado plagada de conflictos y el personal cambiaba continuamente, según diferentes guionistas iban y venían. En un año, Piller se encargó de consolidar un sólido equipo de guionistas, algo que había resultado imposible para ejecutivos anteriores. También cambió el enfoque de las historias, que pasaron del  "extraterrestre de la semana" o "emergencia de la semana" a las que desarrollaban a los protagonistas y a sus relaciones entre sí, lo que muchos señalan como el punto de inflexión de la serie. Otra innovación clave fue la política de puertas abiertas de Piller para los guiones, que permitía a cualquiera enviar ideas para historias. Esta política produjo algunos de los episodios más populares de la serie, incluido "El Enterprise del ayer" .
La Nueva Generación se emitió durante siete años y obtuvo un reconocimiento de la crítica cada vez mayor, que culminó con una nominación al premio Emmy en su último año como Mejor Serie  Dramática. Piller fue personalmente responsable de varios de los episodios más populares, incluidos "Lo mejor de ambos mundos", Partes 1 y 2, y "Unificación", un episodio doble de la quinta temporada en el que aparecía Spock, interpretado por Leonard Nimoy, quien interpretaba ese mismo papel en la serie original de Star Trek .
A finales de 1991, cuando Paramount Pictures pidió al productor ejecutivo de La Nueva Generación, Rick Berman, que creara una nueva serie de Star Trek, éste recurrió a Piller para que le ayudara a crear el nuevo programa. Star Trek: Espacio Profundo Nueve debutó en enero de 1993 con "Emisario", el episodio piloto escrito por Piller, batiendo los récords de audiencia para el estreno de una serie sindicada. Al igual que La Nueva Generación, la serie duró siete años, con Piller como showrunner durante sus dos primeras temporadas.
Jeri Taylor lo sucedió como showrunner en La Nueva Generación tras la quinta temporada de la serie. En 1994, se le pidió nuevamente a Berman que creara otra nueva serie de Star Trek para la nueva red de televisión UPN de Paramount. Como anteriormente, Berman formó equipo con Piller y sumando a Taylor, desarrollaron Star Trek: Voyager. Cuando Voyager comenzó su primera temporada, Piller dedicó todos sus esfuerzos a Voyager y fue reemplazado como showrunner en Espacio Profundo Nueve por Ira Steven Behr, quien permaneció en el puesto durante los años restantes de esa serie. Piller hizo a la vez de showrunner y jefe del equipo de guionistas durante las dos primeras temporadas de Voyager, con Taylor como su segunda al mando. Piller dejó Voyager al segundo año y se retiró de Star Trek, con Jeri Taylor sucediéndole en la tercera temporada.[cita requerida] 
Al mismo tiempo, Piller desarrolló otra serie para UPN llamada Legend . Sin embargo, la serie fue cancelada después de solo 12 episodios. Mientras tanto, Piller continuó como consultor creativo en Espacio Profundo Nueve y Voyager, enviando notas sobre los guiones mientras se preparaban para su producción.
En 1993, se le pidió a Piller que escribiera uno de los dos posibles guiones para el primer largometraje de La Nueva Generación, siendo el otro escrito por los guionistas de La Nueva Generación Ronald D. Moore y Brannon Braga . Piller declinó el ofrecimiento. En 1997, se le acercaron nuevamente para guionizar un largometraje de La Nueva Generación, colaborando con Rick Berman para escribir Star Trek: Insurreción. Mientras escribía las diferentes fases de la película, tratamiento, borradores y guion, documentó todo el proceso en el libro Fade In, que quedó inédito. Tras la muerte de Piller en 2005, el libro se publicó en Internet. Su esposa, Sandra, ha intentado después que el trabajo se publicase en forma de libro encuadernado. Sandra Piller describió en una entrevista de 2013 que el estudio se sorprendió por la honestidad sobre el proceso de escritura y producción de Insurrection, y parafraseó la respuesta de los ejecutivos de Paramount Pictures, diciendo: "¡No podemos dejar que el público sepa lo que hacemos aquí, lo que sucede entre bambalinas!" 

## Después deStar Trek
En 1996, vendió su primer guion de largometraje, llamado Oversight . El guion, ambientado en un subcomité del Congreso, trata sobre "el paso del control de una generación a la siguiente", y se inspiró en su relación con su hijo Shawn, quien había colaborado en guiones de La Nueva Generacion y Voyager . A día de hoy el guion aún no se ha producido.
Piller formó una compañía de producción con su hijo Shawn en 1999 llamada Piller². Firmaron un contrato de dos años con WB Television Network que cubría una producción garantizada, junto con tres pedidos de pilotos. Warner Brothers encargó los guiones para las cuatro producciones, y parecía seguir adelante con el Día Uno, una serie postapocalíptica basada en la miniserie de televisión británica The Last Train . Sin embargo, la serie nunca entró en producción.
En 2001, el productor Lloyd Segan se acercó a Piller para desarrollar una serie de televisión basada en la novela de Stephen King La Zona Muerta . Las serie La Zona Muerta, codesarrollado con su hijo Shawn y protagonizada por Anthony Michael Hall y coprotagonizada por Nicole de Boer (actriz de Espacio Profundo Nueve), debutó el 16 de junio de 2002, en la cadena USA Network. A fines de 2007, tras cinco años, la serie fue cancelada debido a bajas audiencias.
En 2005, Wildfire, otra serie que Piller desarrolló con su hijo, debutó en el canal ABC Family . El programa terminó en 2008, después de cuatro temporadas.

## Muerte y legado
| Hoy hay un hueco en mi corazón. El mundo sin Michael Piller es mucho más pequeño. El valor de Michael, su determinación y su increíble sentido del humor durante estos últimos tres dolorosos años ha sido inspirador. Fue maestro, mentor y guía para tantos guionistas de Star Trek que se puede decir que ha influíos para siempre en la manera en la que se cuentan las historias de Star Trek. Fue un hombre de principios y de carácter, una persona buena y decente, que siempre intentó hacer lo correcto. Le admiraba, le respetaba, le quería. Le extrañaré.—Jeri Taylor, Productora Ejecutiva - Star Trek: La Nueva Generación y Star Trek: Voyager, Co-Creadora - Star Trek: Voyager |

El 1 de noviembre de 2005, StarTrek.com anunció que Piller había sucumbido a un cáncer de cabeza y cuello y fallecido en su casa. En Variety y The Hollywood Reporter se publicaron homenajes a toda página, mientras que Lions Gate Television publicó un comunicado de prensa que lo describía como "un narrador extraordinario y un amigo querido, que inspiró a todos los que lo conocimos". Los homenajes de varios miembros del elenco y equipo de Star Trek, así como los de La Zona Muerta se publicaron en el sitio web oficial de Star Trek . 

Posteriormente, la guionista de Star Trek Paula Block le atribuyó el mérito de haberle dado a La Nueva Generación su "alma", mientras que Terry J. Erdmann opinó que los complejos personajes de Espacio Profundo Nueve se formaron completamente a partir de la imaginación de Piller. Del mismo modo, el miembro del elenco de TNG, Wil Wheaton, dijo que Piller era "más responsable que nadie por la transformación de La Nueva Generación en el increíble espectáculo en el que se convirtió en la cuarta temporada ". Eric Stillwell, quien trabajó como asistente ejecutivo de Piller en Insurrección y luego se convirtió en vicepresidente de operaciones en Piller Squared, dijo que el mayor don de Piller era su habilidad para formar nuevos escritores y ayudarles a desarrollar su talento. Y que, en su opinión, este sería el legado de Piller que perduraría.